# Capitol Music Group
Capitol Music Group är ett amerikanskt skivbolag grundat i februari 2007 och fungerar som en av Universal Musics fyra stora skivetiketter.
Capitol Music Group finns representerade i Sverige genom Capitol Music Group AB och har kontor samt studior på Nytorget i Stockholm.

## Svenska etiketter
- Capitol Records
- Virgin Records
- Lionheart Music Group
- SoFo Records
- Kavalkad Musik

1. ↑  hämtat från: italienskspråkiga Wikipedia.[källa från Wikidata]